# Marianne Frestadius
Elsa Marianne Frestadius, född 1 september 1913 i Stockholm, död 23 februari 1993 på Djurgården, Stockholm., var en svensk konstnär. 
Hon var dotter till Knut Danning och Elsa Höglund och från 1937 gift med ingenjören Erik Harald Frestadius.
Frestadius bedrev självstudier under studieresor till bland annat England, Paris Polen och Bretagne under olika perioder åren 1931-1939. Hon studerade vid André Lhotes målarskola i Paris 1946. Hon medverkade i Nordiska konstnärinnors utställning på Liljevalchs konsthall och i HSB:s samlingsutställning i Stockholm. Separat ställde hon ut första gången på Galleri Brinken i Stockholm 1952. Hennes konst består av målningar i olja och pastell samt collage i cement.